# Subdivision administrative de Leipzig

Les districts et les localités de Leipzig.

La subdivision administrative de Leipzig s'est formée au fil des siècles depuis environ 1165, date à laquelle le village de Leipzig est connu en tant que tel. À partir de 1939 avec la formation de l'arrondissement de Leipzig, de nombreuses communes voisines ont été intégrées au village de Leipzig pour former une ville composée de localités (Stadtteil). On en dénombre environ une centaine, suivant la manière dont on les compte. Au fur et à mesure que la ville intègre de nouvelles localités, sa superficie augmente.
Après la Réunification allemande, les autorités de Leipzig ont procédé en 1992 à une réforme territoriale divisant la ville en dix arrondissements municipaux (Stadtbezirk) comprenant 63 nouveaux quartiers (Ortsteil). Ces nouveaux quartiers ne correspondent pas toujours aux localités antérieures. Par volonté d'uniformisation administrative et démographique, certaines localités ont été divisées en plusieurs quartiers, d'autres ont été regroupées en un seul quartier.

## Arrondissements et quartiers
| Arrondissement | Quartier                       | Carte |
| -------------- | ------------------------------ | ----- |
| 0 Mitte        | 00 Zentrum                     |       |
| 0 Mitte        | 01 Zentrum-Ost                 |       |
| 0 Mitte        | 02 Zentrum-Südost              |       |
| 0 Mitte        | 03 Zentrum-Süd                 |       |
| 0 Mitte        | 04 Zentrum-West                |       |
| 0 Mitte        | 05 Zentrum-Nordwest            |       |
| 0 Mitte        | 06 Zentrum-Nord                |       |
| 1 Nordost      | 10 Schönefeld-Abtnaundorf      |       |
| 1 Nordost      | 11 Schönefeld-Ost              |       |
| 1 Nordost      | 12 Mockau-Süd                  |       |
| 1 Nordost      | 13 Mockau-Nord                 |       |
| 1 Nordost      | 14 Thekla                      |       |
| 1 Nordost      | 15 Plaußig-Portitz             |       |
| 2 Ost          | 20 Neustadt-Neuschönefeld      |       |
| 2 Ost          | 21 Volkmarsdorf                |       |
| 2 Ost          | 22 Anger-Crottendorf           |       |
| 2 Ost          | 23 Sellerhausen-Stünz          |       |
| 2 Ost          | 24 Paunsdorf                   |       |
| 2 Ost          | 25 Heiterblick                 |       |
| 2 Ost          | 26 Mölkau                      |       |
| 2 Ost          | 27 Engelsdorf                  |       |
| 2 Ost          | 28 Baalsdorf                   |       |
| 2 Ost          | 29 Althen-Kleinpösna           |       |
| 3 Südost       | 30 Reudnitz-Thonberg           |       |
| 3 Südost       | 31 Leipzig-Stötteritz          |       |
| 3 Südost       | 32 Probstheida                 |       |
| 3 Südost       | 33 Meusdorf                    |       |
| 3 Südost       | 34 Liebertwolkwitz             |       |
| 3 Südost       | 35 Holzhausen                  |       |
| 4 Süd          | 40 Südvorstadt                 |       |
| 4 Süd          | 41 Connewitz                   |       |
| 4 Süd          | 42 Marienbrunn                 |       |
| 4 Süd          | 43 Lößnig                      |       |
| 4 Süd          | 44 Dölitz-Dösen                |       |
| 5 Südwest      | 50 Schleußig                   |       |
| 5 Südwest      | 51 Plagwitz                    |       |
| 5 Südwest      | 52 Kleinzschocher              |       |
| 5 Südwest      | 53 Großzschocher               |       |
| 5 Südwest      | 54 Knautkleeberg-Knauthain     |       |
| 5 Südwest      | 55 Hartmannsdorf-Knautnaundorf |       |
| 6 West         | 60 Schönau                     |       |
| 6 West         | 61 Grünau-Ost                  |       |
| 6 West         | 62 Grünau-Mitte                |       |
| 6 West         | 63 Grünau-Siedlung             |       |
| 6 West         | 64 Lausen-Grünau               |       |
| 6 West         | 65 Grünau-Nord                 |       |
| 6 West         | 66 Miltitz                     |       |
| 7 Alt-West     | 70 Lindenau                    |       |
| 7 Alt-West     | 71 Altlindenau                 |       |
| 7 Alt-West     | 72 Neulindenau                 |       |
| 7 Alt-West     | 73 Leutzsch                    |       |
| 7 Alt-West     | 74 Böhlitz-Ehrenberg           |       |
| 7 Alt-West     | 75 Burghausen-Rückmarsdorf     |       |
| 8 Nordwest     | 80 Möckern                     |       |
| 8 Nordwest     | 81 Wahren                      |       |
| 8 Nordwest     | 82 Lützschena-Stahmeln         |       |
| 8 Nordwest     | 83 Lindenthal                  |       |
| 9 Nord         | 90 Gohlis-Süd                  |       |
| 9 Nord         | 91 Gohlis-Mitte                |       |
| 9 Nord         | 92 Gohlis-Nord                 |       |
| 9 Nord         | 93 Eutritzsch                  |       |
| 9 Nord         | 94 Seehausen                   |       |
| 9 Nord         | 95 Wiederitzsch                |       |